# Winterweyhe
Winterweyhe ist ein Ortsteil der Gemeinde Schnega im Landkreis Lüchow-Dannenberg in Niedersachsen. 
Das Dorf liegt nördlich des Kernbereichs von Schnega und östlich direkt an der B 71. Südlich liegt das 480 ha große Naturschutzgebiet Schnegaer Mühlenbachtal.
Zu Winterweyhe gehört das nordwestlich gelegene Kreyenhagen.

## Geschichte
Am 1. Juli 1972 wurde Winterweyhe in die Gemeinde Schnega eingegliedert.